# Aleksandr Sokołow
Aleksandr Sokołow (ros. Алекса́ндр Сергеевич Соколов; ur. 1 marca 1982 w Kołomnej) – rosyjski siatkarz, reprezentant kraju, grający na pozycji libero. 

## Sukcesy reprezentacyjne
Mistrzostwa Świata Kadetów:
- 1999

Mistrzostwa Europy Juniorów:
- 2000

Mistrzostwa Świata Juniorów:
- 2001

Letnia Uniwersjada:
- 2009

Liga Światowa:
- 2011

Puchar Świata:
- 2011

Igrzyska Olimpijskie:
- 2012

Liga Narodów:
- 2018

## Odznaczenia
- Order Przyjaźni (13 sierpnia 2012) – za wielki wkład w rozwój kultury fizycznej i sportu, wysokie osiągnięcia sportowe na zawodach XXX Olimpiady 2012 roku w mieście Londynie (Wielka Brytania)[2]